# Jeffrey Goldberg

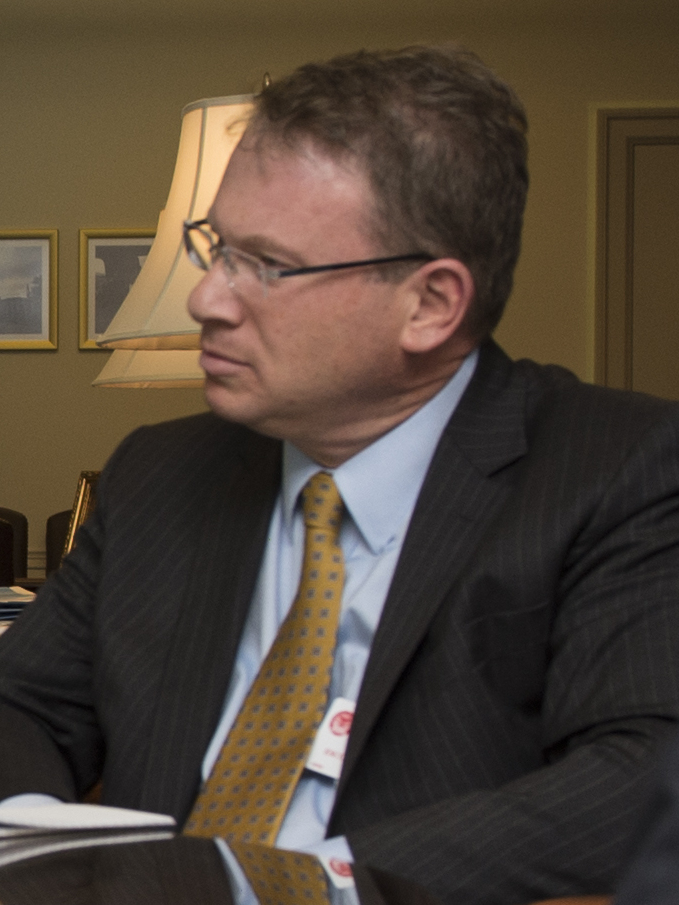
Jeffrey Goldberg (2013)

Jeffrey Mark Goldberg (geboren am 22. September 1965 in Brooklyn) ist ein US-amerikanischer Journalist und Autor.

## Leben
Goldberg wuchs in Brooklyn als Sohn von Ellen und Daniel Goldberg auf. Sein Großvater stammte aus dem Schtetl des kleinen Ortes Leova in Moldawien. Er studierte an der Universität Pennsylvania, wo er in der jüdisch-universitären Studentenorganisation Hillel des Campus arbeitete, bis er das Studium abbrach und nach Israel zog.
Während der Ersten Intifada diente er als Gefängniswärter in der israelischen Armee im Ketziot-Militärgefängnis in der Haluza-Sanddünenregion der Wüste Negev im Süden Israels, wo palästinensische Aufständische inhaftiert wurden. Dort begegnete er Rafiq Hijazi, einem Mathematiklehrer und Anführer der Palästinensischen Befreiungsorganisation (PLO). Die Erfahrung verarbeitete er später in seinem 2006 erschienenen Buch Prisoners. A Muslim & a Jew across the Middle East divide. In Israel arbeitete Goldberg als Kolumnist für die Jerusalem Post. Zurück in den USA begann er als Reporter bei der Washington Post. Später wurde er Leiter des New Yorker Büros von The Forward und Redakteur beim New York Magazine. Er schrieb unter anderem für die New York Times und wechselte im Jahr 2000 zum New Yorker.
Seit 2007 ist Goldberg als Journalist für die Zeitschrift The Atlantic tätig und seit 2016 deren Chefredakteur. Sporadisch schreibt er Artikel für das Magazin Slate und ist seit 2011 Kolumnist für Bloomberg News. Goldberg befasst sich in seinen Artikeln insbesondere mit außenpolitischen Themen. Dabei liegt sein Schwerpunkt in Afrika und dem Nahen Osten.
Seit 1993 ist Jeffrey Goldberg mit Pamela Ress Reeves verheiratet. Das Paar hat drei Kinder.

## Wirken

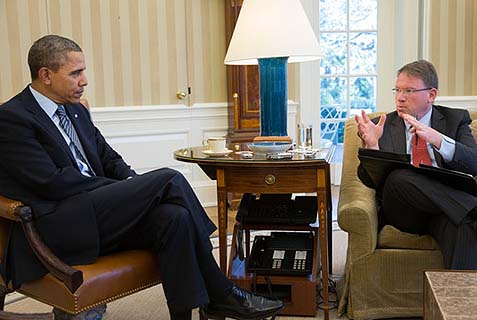
2014 im Gespräch mit US-Präsident Barack Obama

Goldberg begann seine berufliche Karriere als Polizeireporter bei der Washington Post und machte sich mit seinem investigativen Journalismus einen Namen. Er interviewte und porträtierte unter vielen anderen Barack Obama, Benjamin Netanjahu, Hillary Clinton und David Cameron und zählt zu den einflussreichsten Journalisten in Amerika. Allein für die New York Times veröffentlichte er 15 Leitartikel. Seit 2023 ist Goldberg Moderator beim Public Broadcasting Service (PBS) für die Sendung Washington Week with The Atlantic, einem runden Tisch von Journalisten aus Washington. Er war Fellow an der American Academy in Berlin und ist Teil des Kuratoriums der Institution und wurde vielfach geehrt.
Neben seiner journalistischen Arbeit betätigte sich Goldberg auch als Autor. Im Jahr 2006 erschien sein Buch Prisoners. A Muslim & a Jew across the Middle East divide.

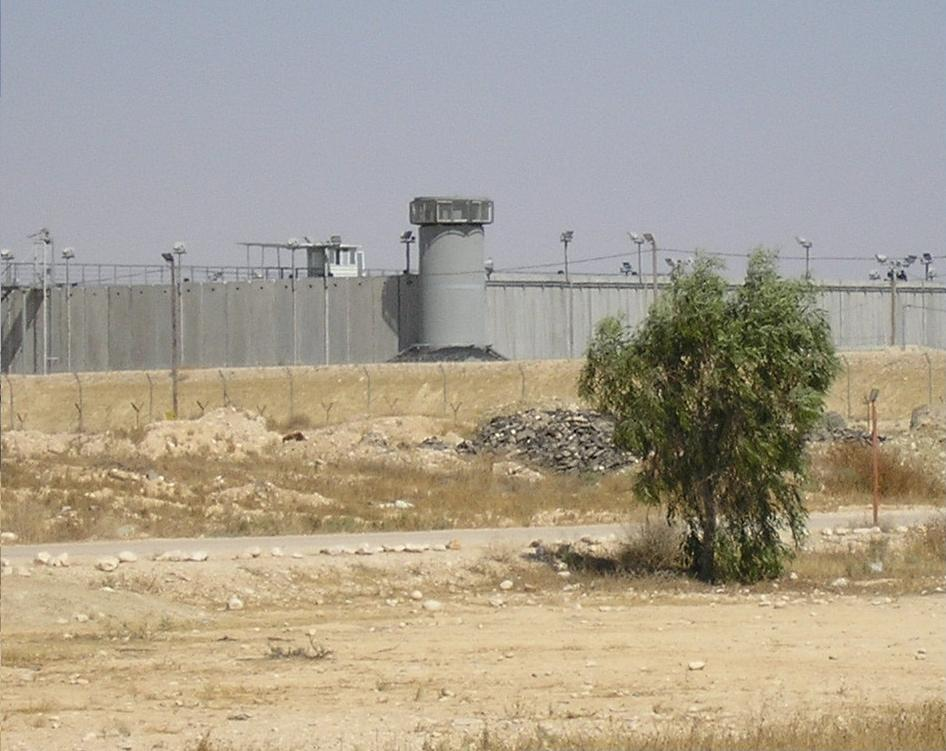
Blick auf das Gefängnis Ketziot

Das Buch wurde in mehreren Printmedien erwähnt, als eines der besten Bücher des Jahres bezeichnet, von der New York Times unter den hundert nennenswerten Büchern des Jahres gelistet und mehrfach rezensiert, beispielsweise in der Washington Post von Haim Watzman unter dem Titel The Hope. Eingangs merkte Watzman an, dass der Dialog zwischen Juden und Palästinensern zwar Anlass zur Hoffnung geben, aber auch Verzweiflung hervorrufen könne. Ausgehend von seiner frühen Zeit als Soldat während der ersten Intifada legt Goldbergs Buch Zeugnis von einer ungewöhnlichen Freundschaft ab. Während seiner Tätigkeit im Gefängnis Ketziot sprach er, anders als seine Kameraden, mit den Inhaftierten und kam dabei mit Rafiq Hijazi – Anführer der PLO und gläubiger Muslim aus einem Flüchtlingslager im Gazastreifen – ins Gespräch. Der Dialog mündete in eine langjährige Freundschaft, deren Höhen und Tiefen Goldberg in seinem Buch beschreibt. Goldberg, laut Watzman ohne religiöse Tradition, aber mit einem starken Gefühl jüdischer Identität aufgewachsen, habe auch eingedenk der Vergangenheit seinen Glauben an humanistische Werte von Frieden und Gleichheit nicht aufgegeben. Er wusste, dass die inhaftierten Männer Feinde seines Volkes waren, und habe sich doch gezwungen gefühlt, mit ihnen zu sprechen – in der Hoffnung, sie dazu bringen zu können, Israel zu verstehen. Hijazi sei laut Goldberg der einzige Palästinenser im Gefängnis Ketziot gewesen, der die moralische Rechtfertigung des Zionismus verstanden habe, und er selbst sei vermutlich der einzige Soldat gewesen, der Hijazi begegnete und die Existenz von Unglück in der palästinensischen Geschichte nicht leugnete.
Goldberg im Dialog mit Muslimen
(im Jahr 2000 in Pakistan)

Link zum Bild

Goldbergs Bemühungen um einen Dialog waren von der Hoffnung geprägt, Einfluss auf Veränderung zu gewinnen. Doch diese Hoffnung erwies sich als trügerisch. Von der Realität desillusioniert kehrte er in die Vereinigten Staaten zurück, besuchte im Rahmen seiner Korrespondententätigkeit Israel und die besetzten Gebiete aber immer wieder. Anlässlich eines dieser Besuche traf er sich auch mit dem inzwischen freigelassenen Hijazi in Gaza. Weitere Treffen fanden in Washington statt, als Hijazi Doktorand an der American University war. Im Zusammenhang mit den Terroranschlägen am 11. September 2001 radikalisierte sich Hijazi, woran die Freundschaft nahezu zerbrach. Den Bericht über diese Krise in der Beziehung der beiden Männer bezeichnete Haim Watzman in seinem Review als den besten Teil des Buchs. Am Ende schließt sich der Kreis und Watzman greift seine einleitende Bemerkung noch einmal auf: das Buch biete ein Mindestmaß an Hoffnung, aber auch eine gehörige Dosis an Verzweiflung.
Fünf Jahre nach Veröffentlichung findet sich 2011 ein Review der Rezensentin Miriam Rinn beim Jewish Book Council. Rinn beschließt ihre Buchbesprechung mit der Bemerkung, dass es stets Goldberg sei, der den Kontakt zu Hijazi suche, nie umgekehrt. Diesen beunruhigenden Eindruck nehme der Leser aus dem Buch mit, denn wenn das als Freundschaft zwischen Juden und Muslimen im Nahen Osten gelte, hätten wir eine düstere Zukunft vor uns (im Original: „If this is what passes for friendship between Jew and Muslim in the Middle East, we have a bleak future.“)
Im Jahr 2024 veröffentlichte Goldberg unter dem Titel On heroism eine Studie über Donald Trump. Dabei legte er seinen Fokus auf Trumps Verachtung für Militärangehörige. Goldberg stützte sich auf eigene langjährige Berichterstattungen einerseits und andererseits auf Interviews mit John McCain als ehemaligem Jagdbomberpiloten, James Mattis als ehemaligem Verteidigungsminister und Mark Milley als ehemaligem Generalstabschef. Bereits 2020 handelte sich Goldberg Ärger mit Trump ein, als er in einem Atlantic-Artikel behauptet hatte, Trump habe gefallene US-Soldaten als Trottel („suckers“) und Verlierer („losers“) bezeichnet, was Trump vehement bestritt. Auf CNN bestätigte John Kelly im Oktober 2023 zahlreiche Behauptungen von Goldman über Trump.

## Kontroversen
Im März 2025 erregte Goldberg Aufsehen mit der Veröffentlichung der die Signalgate-Affäre auslösenden Sicherheitspanne der US-Regierung unter Trump. Der Bericht trägt den Titel The Trump Administration Accidentally Texted Me Its War Plans (deutsch: Die Trump-Administration hat mir versehentlich ihre Kriegspläne geschickt). Goldberg berichtete, dass er Mitte März vermutlich versehentlich von Michael Waltz, dem Nationalen Sicherheitsberater der Trump-Administration, einem vertraulichen Gruppenchat von hochrangigen Mitgliedern der US-Regierung auf der Messaging-App Signal hinzugefügt worden sei, in dem diese bevorstehende Angriffe der US-Militärs gegen die Huthi-Miliz im Jemen besprachen. Nach Goldbergs Angaben wurde im Chat u. a. über die militärische Taktik gesprochen und auch festgelegt, wie die Angriffe politisch kommentiert werden sollten. Zwei Stunden vor dem Angriff habe Verteidigungsminister Pete Hegseth detaillierte Informationen zum Zeitplan, Ablauf des Angriffs, Einsatz der Waffensysteme und den Zielen geteilt. Erst nachdem der Angriff tatsächlich erfolgt war, sei sich Goldberg sicher gewesen, dass all dies kein Fake gewesen sei. Im Chat kam auch eine sehr aggressive Einstellung der US-Regierung gegenüber Europa zum Vorschein.
Obwohl das Weiße Haus den Vorfall, der laut Deutschlandfunk als „Signal-Gate“ bekannt wurde, zunächst bestätigte, stritt Hegseth die Verantwortung ab. Niemand habe Kriegspläne weitergegeben. Goldberg bezeichnete er als „einen betrügerischen und hochgradig diskreditierten sogenannten Journalisten“. Georg Mascolo – ehemaliger Chefredakteur des Nachrichtenmagazins Der Spiegel – beurteilte Goldbergs Vorgehen in einem Interview als „verantwortungsvoll“ und bescheinigte der Chat-Gruppe einen „Grad an Inkompetenz, den es so nicht geben“ dürfe. Trump gab sich zunächst ahnungslos, Politiker der Demokraten gaben an, sie seien „fassungslos“, Vertreter der Republikaner versuchten, „den Vorfall herunterzuspielen“ und griffen Goldberg persönlich an. Der demokratische Senator und Militärexperte Jack Reed hielt den Vorfall für „eines der ungeheuerlichsten Versäumnisse der operativen Sicherheit und des gesunden Menschenverstandes“, die er je gesehen habe. Er sagte: „Die Sorglosigkeit, die Trumps Kabinett an den Tag legt, ist verblüffend und gefährlich. Ich werde sofort Antworten von der Regierung einfordern.“ Am 25. März bestätigten Teilnehmende des Chats, darunter Geheimdienstkoordinatorin Tulsi Gabbard und CIA-Chef John Ratcliffe, unter Eid vor einem Kongressausschuss, sie könnten sich an spezifische Details der Nachrichten nicht erinnern und es seien auch keine geheimen Informationen ausgetauscht worden. Sicherheitsberater Waltz übernahm die Verantwortung für die Hinzufügung von Goldberg in den Chat, betonte aber, er könne sich nicht erklären, wie es dazu gekommen sei. Am folgenden Tag veröffentlichte Goldberg gemeinsam mit Shane Harris ein Gesprächsprotokoll mit vollem Wortlaut, um zu belegen, dass vorab tatsächlich militärische Details zu der geplanten Operation geteilt worden seien. Trump stellte sich hinter Waltz und sprach von einem „Ausrutscher“.
Anlässlich der Veröffentlichungen Goldbergs im Zusammenhang mit den Vorkommnissen auf dem Messenger Signal porträtierte Georg Diez seinen amerikanischen Kollegen Ende März 2025 auf Zeit Online unter dem Titel Ein Journalist auf dem Höhepunkt seiner Macht. Goldberg verkörpere alle Tugenden und Widersprüche des US-Journalismus. Diez erwähnte neben anderen Prominenten Trump, der Goldberg einen „Drecksack“ ("sleezebag") genannt und die App Signal „mit dem Signal in einer Telefonleitung“ verwechselt habe. Was sich in Amerika in Trumps zweiter Legislaturperiode abspielt, liegt laut Diez „zwischen kranker Komödie und wahrer Tragödie“. Insofern seien der „scharfe Witz, der Zynismus und die Schwarzmalerei, die Jeffrey Goldberg auszeichnen, […] vielleicht das letzte Gegenmittel, das einem in diesen Tagen noch bleibt“.
Spätere Stellungnahmen Waltz’ und des Weißen Hauses legen nahe, dass der ‚KI‘-basierte Assistent des iPhones Michael Waltz’ für die per Mail weitergeleitete Nummer Goldbergs fälschlicherweise eine Verknüpfung mit dem Kontakt des Absenders der Mail vorgeschlagen hatte.

## Werke (Auswahl)
Bücher
- Prisoners. A Muslim & a Jew across the Middle East divide. Knopf, New York 2006, ISBN 0-375-41234-4 (englisch, archive.org).[30]
- On Heroism: McCain, Milley, Mattis, and the Cowardice of Donald Trump. Zando, New York 2024, ISBN 978-1-63893-204-8 (englisch).

Essays und Reportagen
- The Great Terror. In: The New Yorker. 17. März 2002 (englisch, newyorker.com).
- In the Party of God. In: The New Yorker. 6. Oktober 2002 (englisch, newyorker.com).
- The obama doctrine. In: The best American magazine writing. Columbia University Press, New York City 2017, S. 243–302 (englisch).

## Preise und Auszeichnungen (Auswahl)
- National Magazine Award
- Overseas Press Club: The Joe and Laurie Dine Award 2002.[31]